# Rejon złotonoski
Rejon złotonoski (ukr. Золотоніський район) – rejon na Ukrainie, w obwodzie czerkaskim, z siedzibą w Złotonoszy. Jego powierzchnia wynosi 4246,1 km², zaś liczba ludności wynosi 135,4 tys. osób.
Na terenie rejonu znajduje się 11 hromad:
- 1 miejska:
  - Złotonosza(inne języki)
- 2 osiedlowe(inne języki):
  - Czornobaj(inne języki)
  - Drabiw(inne języki)
- 8 wiejskich:
  - Helmiaziw(inne języki)
  - Irklijiw(inne języki)
  - Nowa Dmytriwka(inne języki)
  - Piszczane(inne języki)
  - Szramkiwka(inne języki)
  - Wełykyj Chutir(inne języki)
  - Woznesenśke(inne języki)
  - Zoriwka(inne języki)

Rejon został utworzony 19 lipca 2020 roku decyzją Rady Najwyższej z 17 lipca 2020 roku o przeprowadzeniu reformy administracyjno-terytorialnej Ukrainy. W jego skład weszły dotychczasowe rejony:
- czornobajiwski
- drabiwski
- złotonoski
- Złotonosza (dotychczas miasto wydzielone)